# International Society for Pharmacoepidemiology
The International Society for Pharmacoepidemiology (ISPE) er en international organisation der fikuserer på farmakoepidemiologi.
Organisationen blev grundlagt af Stanley A. Edlavitch, David E. Lilienfeld og Hugh A. Tilson i 1989 under Fifth International Conference on Pharmacoepidemiology (ICPE) i Minneapolis.
ISPE er den eneste internationale organisation, der beskæftiger sig med farmakoepidemiologi i forhold til farmakovigilans og sikkerhed af medicin; International Society for Pharmacoeconomics and Outcomes Research (ISPOR) vurderer resultater fra forskning i epidemiologi. Organisationen har arrangeret med årlige konferencer hvert år siden grundlæggelsen.
Hovedkvarteret ligger i Bethesda, Maryland, og den nuværende direktør er Mark Epstein. En række personer, der har haft vigtige roller inden for medicinsikkerhed, har tjent som præsidenter og lignende poster i organisationen. ISPEs medlemmer kommer fra 53 forskellige lande, og er hovedsageligt fra universitetsverdenen, lægemiddelindustri og Contract Research Organisation og regeringsinstitutioner (som bl.a. U.S. Food and Drug Administration, National Institutes of Health, EMA, BfArM, Robert Koch Institute (RKI)). Deres officielle videnskabelige tidsskrift er Pharmacoepidemiology and Drug Safety som bliver indekseret i MEDLINE og deres nyhedsbrev er Scribe, som er tilgængeligt på deres hjemmeside.
Organisationen udgiver guides til håndtering af bl.a. good automated manufacturing practice og dataintegritet.